# Fanellia compressa
Fanellia compressa är en korallart som först beskrevs av Addison Emery Verrill 1865.  Fanellia compressa ingår i släktet Fanellia och familjen Primnoidae. Inga underarter finns listade i Catalogue of Life.